# Король, Юлия Владимировна
Юлия Владимировна Король (бел. Юлія Уладзіміраўна Кароль; род. 26 июня 1991, Слоним, Гродненская область) — белорусская легкоатлетка, специалистка по бегу на средние дистанции. Выступает за сборную Белоруссии по лёгкой атлетике с 2016 года, победительница и призёрка первенств национального значения, участница летних Олимпийских игр в Рио-де-Жанейро. Мастер спорта Республики Беларусь.

## Биография
Юлия Король родилась 22 июня 1991 года в городе Слоним Гродненской области.
В 2003—2006 годах занималась лёгкой атлетикой в Слонимской специализированной детско-юношеской школе олимпийского резерва № 3, в период 2006—2009 годов училась в Гродненском государственном училище олимпийского резерва, затем проходила подготовку в Гродненском областном комплексном центре олимпийского резерва. В 2013 году окончила Гродненский государственный университет по специальности «физическая культура и спорт». Была подопечной тренера Галины Павловны Карнацевич.
Начиная с 2010 года активно выступала на различных юниорских и молодёжных первенствах, специализировалась на дистанции 800 метров.
В 2016 году на зимнем чемпионате Белоруссии в Могилёве одержала победу в беге на 800 метров и стала серебряной призёркой в эстафете 4 × 400 метров. Попав в основной состав белорусской национальной сборной, выступила на чемпионате Европы в Амстердаме, где в той же дисциплине сумела дойти до стадии полуфиналов. На соревнованиях в Словакии показала результат 2:01,42 — тем самым выполнила олимпийский квалификационный норматив (2:01,50) и удостоилась права защищать честь страны на летних Олимпийских играх в Рио-де-Жанейро. В итоге на 800-метровой дистанции установила свой личный рекорд 2:01,09, но предварительный квалификационный этап не преодолела.
После Олимпиады в Рио Король осталась действующей спортсменкой и продолжила принимать участие в крупнейших международных стартах. Так, в 2019 году она представляла Европу в матчевой встрече со сборной США в Минске и стала в беге на 800 метров шестой.